# Нова Демба

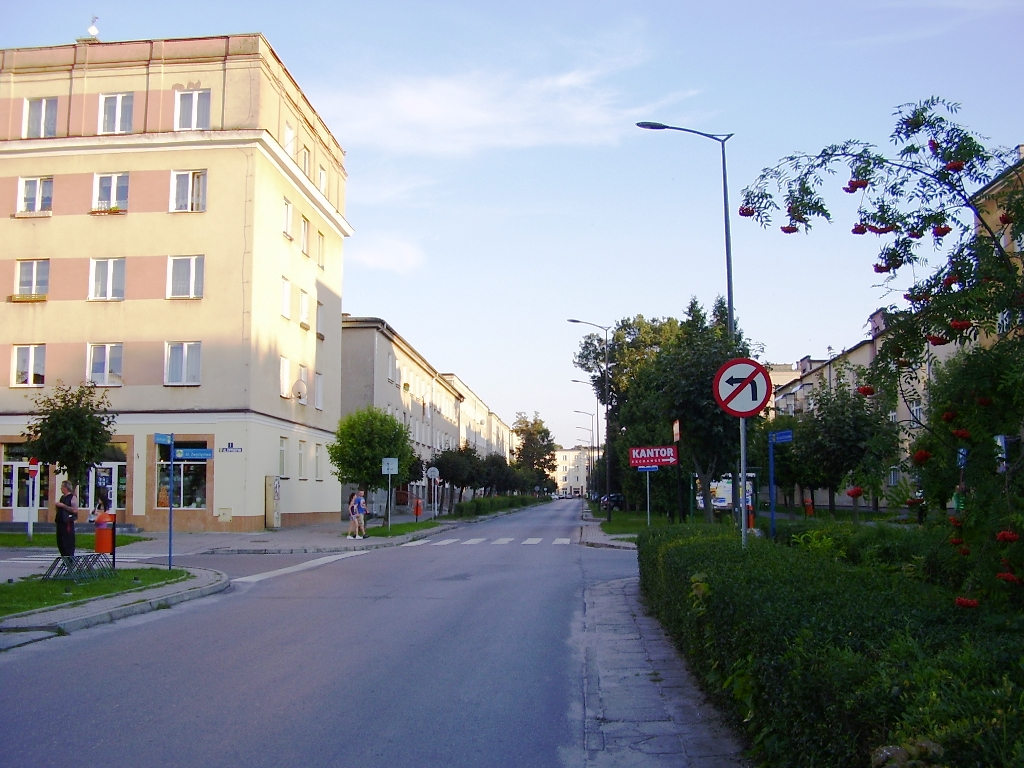
Нова Демба, 2011

Нова Демба (пол. Nowa Dęba) — місто в південно-східній Польщі. Належить до Тарнобжезького повіту Підкарпатського воєводства.

## Демографія
Демографічна структура станом на 31 березня 2011 року:
|          | Загалом | Допрацездатний вік | Працездатний вік | Постпрацездатний вік |
| -------- | ------- | ------------------ | ---------------- | -------------------- |
| Чоловіки | 5591    | 1009               | 3998             | 584                  |
| Жінки    | 5991    | 927                | 3765             | 1299                 |
| Разом    | 11582   | 1936               | 7763             | 1883                 |

## Міста-побратими
- Комарно, Україна (2011)